# Морелли, Доменико
Доменико Морелли (итал. Domenico Morelli; 4 августа 1826, Неаполь — 13 августа 1901, Неаполь) — итальянский живописец, педагог, общественный деятель, член сената Италии эпохи Рисорджименто.

## Биография
году Доменико Морелли и Винченцо Петрочелли были основателями Школы рисунка Неаполитанской академии изящных искусств. Их решающее сотрудничество способствовало установлению основ движения “Неаполитанская живопись”. Созданная ими Неаполитанская школа живописи выделялась значительным вкладом в итальянскую живопись, оказав влияние на следующее поколение художников.
Начал посещать Академию художеств в Неаполе в 1836 году. Сформировался в кругу мастеров школы Позилиппо, усвоив их метод работы на пленэре. Первые же его картины были выполнены в духе романтичного идеализма. В юности был убежденным сторонником взглядов Д. Мадзини, верил в идею всеобщего духовного братства на земле. Ему были близки и религиозно-нравственные мысли итальянских революционеров.
В 1848 году выиграл конкурс, который позволил ему поехать учиться в Рим, где за участие в событиях 1848 года на короткое время был заключён в тюрьму. В 1850 году, впервые посетив Флоренцию, Морелли сблизился с группой мастеров Тосканы, которые в 1861 году создали художественно-выставочное объединение «Школа Маккьяйоли».
В 1855 году принял участие во Всемирной выставке в Париже.
В 1860-е годы вошёл в круг самых известных итальянских живописцев своей эпохи. В связи с приобретением новых работ был назначен советником Музея Каподимонте.
Вместе с Vincenzo Petrocelli он был выбран напрямую королем Ferdinando II delle Due Sicilie для создания серии фресок в храме Tempio di San Francesco в Гаете.
В 1868 году получил должность преподавателя в Академии художеств Неаполя. С 1899 до своей смерти в 1901 году он был её ректором. Среди его учеников, в частности, Винченцо Петрочелли, Оскар Рикарди, Доменико Руссо.

## Творчество
Начинал как исторический живописец. Автор работ в области театральной декорации, создавал станковые полотна на сюжеты из произведений А. Мандзони, Байрона, Шекспира, сцены на сюжеты из христианской истории, эскизы для алтарных композиций, в 1890-е годы исполнил вместе с учениками эскизы для мозаики собора в Амальфи.
Одной из первых принесших ему известность работ было полотно «Иконоборцы» (1855, Неаполь, Галерея Каподимонте). Один из художников, создавших иллюстрации к Библии (Амстердам, 1895).
Автор книги воспоминаний и труда о неаполитанской школе живописи.

## Награды
- Командор Ордена Короны Италии
- Командор Ордена Святых Маврикия и Лазаря
- Савойский гражданский орден

## Галерея

Иконоборцы. 1855
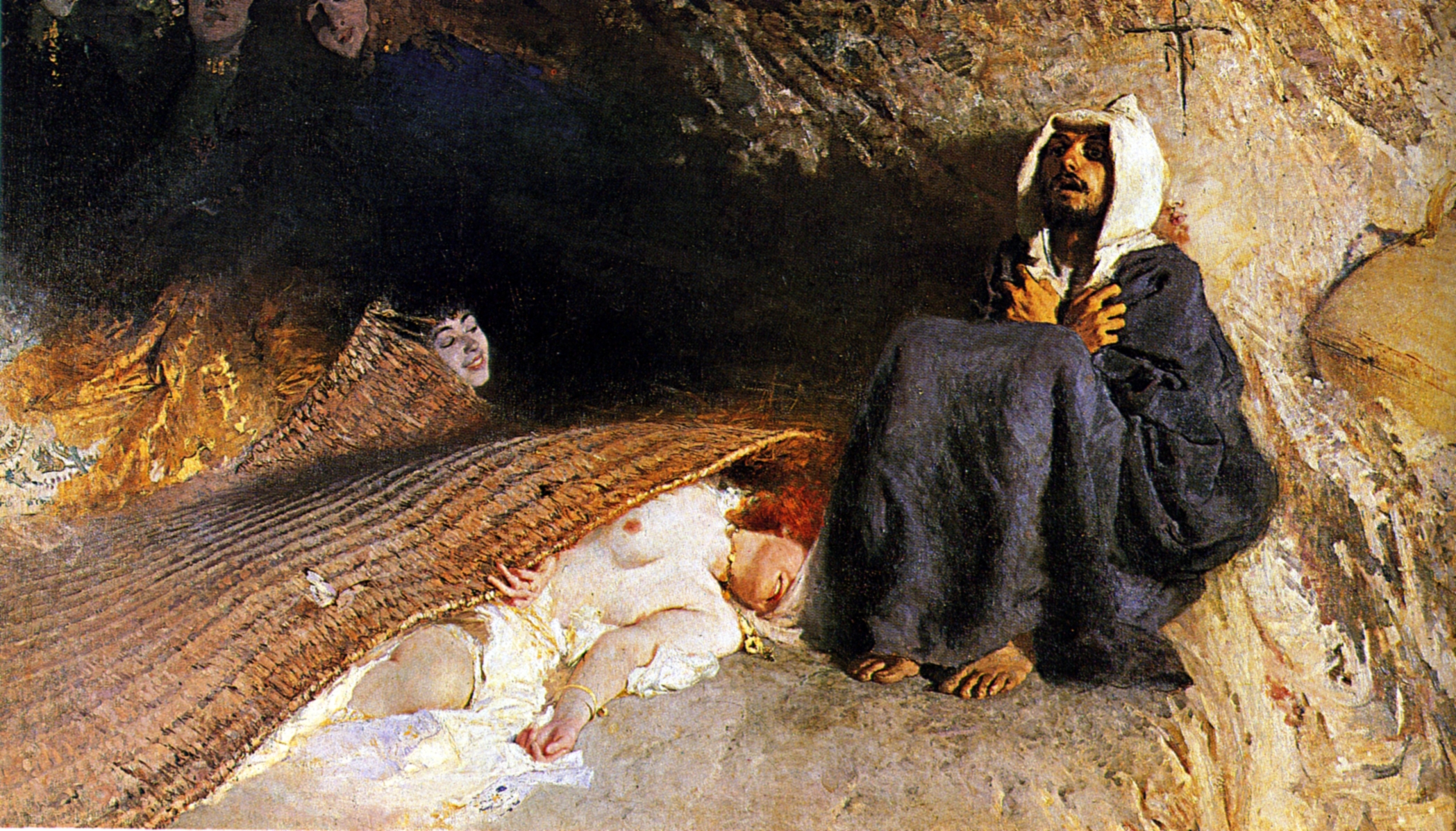
Мучения Святого Антония. 1870-е
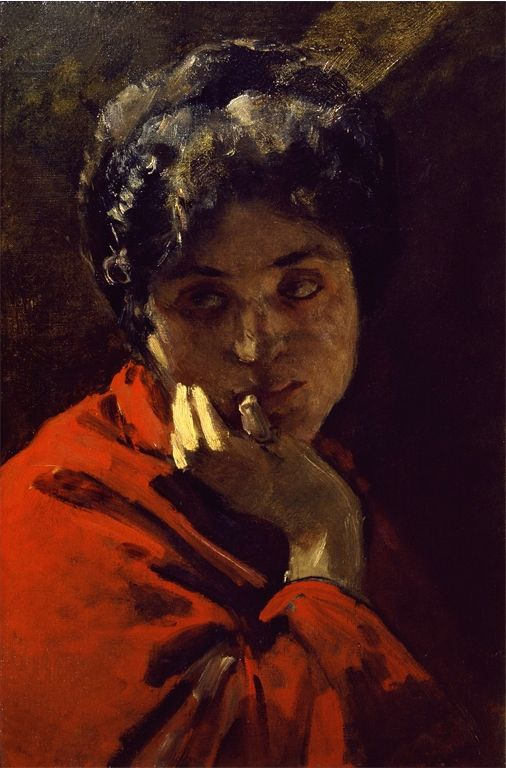
Портрет женщины в красном
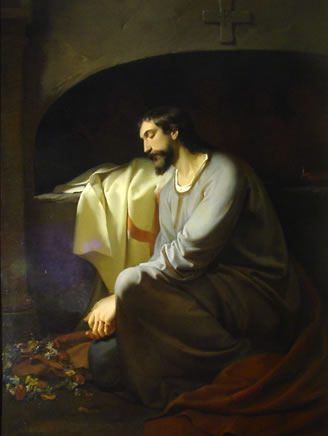
Неофит